# 다스마리냐스

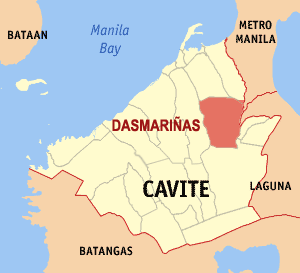
다스마리냐스의 위치

다스마리냐스(영어: City of Dasmariñas, 타갈로그어: Lungsod ng Dasmariñas)는 필리핀 카비테주에 위치한 도시로, 면적은 90.1 km2, 인구는 659,019명(2015년 기준)이다. 필리핀에서 11번째로 인구가 많은 도시이며, 수도 마닐라에서 남쪽으로 약 30 km 정도 떨어진 곳에 위치한다.

## 지리

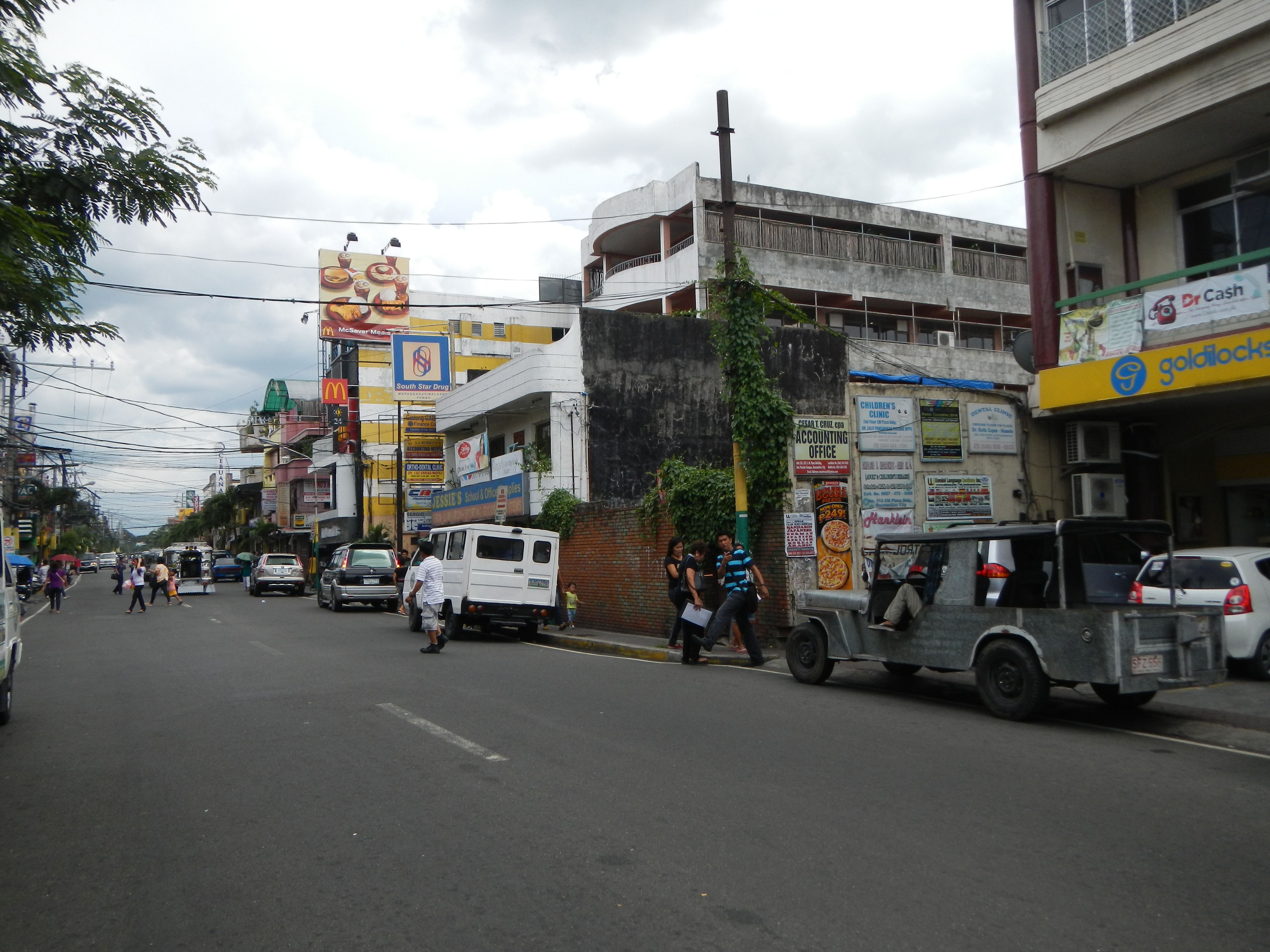
포블라시온

다스마리냐스는 약 8,234헥타르, 메트로 마닐라에서 남쪽으로 12 km, 마닐라시의 중심에서 남쪽으로 27 km 떨어져 있다. 각각 카비테주의 북쪽과 남쪽에 위치한 이무스와 실랑과 경계를 이루고, 동쪽은 라구나의 산페드로와 비냥 같은 도시가 카르모나의 옆에 있고, 서쪽은 General Trias과 경계를 이루고 있으며, 이 경계선에서 조금 더 멀리 떨어져 있는 트레세 마르티레스가 있다.
전략적으로 메트로 마닐라 지역의 중간 지대에 위치한다. 적절한 접근성을 가진 다스마리냐스는 메트로 마닐라 지역의 도시화 개발 영향권 안에 있다.
포블라시온(Poblacion)과 바랑가이(Barangay)로 구성되어 있다. 현재 4개 구역으로 나뉘어 있는 포블라시온은 시의 최서단에 있으며, 사방, 살라와그, 살리트란은 북쪽에, 산아구스틴, 랑카안, 삼팔로크는 남쪽에 있다. 부롤, 팔리파란, 바공바얀은 시의 동쪽에 있다.
다스마리냐스 도심은 육지로 둘러싸여 있다. 그러나 포블라시온과의 평균 거리가 30 km 미만인 로사리오, 카위트, 바쿠어시티, 노블레타, 카비테시티의 해안도시에서 그리 멀지 않다. 베이호에서 약 27 km 떨어져 있으며 휴양도시 타가이타이, 유명한 타알호에서 약 27 km 떨어져 있다.
현재, 다스마리냐스는 북쪽의 메트로 마닐라 중심지역과 라구나와 바탕가스의 개발구와 연결되는 중앙 지역 회랑 지대가 있다.

### 지형
다스마리냐스는 부분적으로 저지대이고 일부는 언덕이다. 포블라시온은 자체가 높이 있다. 포블라시온의 고도 80 m에서 실랑쪽으로 250 m까지 육지가 솟아 있다. 일반적으로 강과 강 주변의 땅은 험준하다. 다스마리냐스는 태풍 벨트 밖에 있으며 단층선 제약이 없다. 또한, 마닐라 만으로 배수하는 여러 강과 물 지류에 의해 횡단되기 때문에 자연 배수가 이루어진다. 그래서 다스마리냐스는 아직 홍수를 경험하지 않았다.
높은 지역으로의 강한 경사도는 전체 면적의 약 1,532.16헥타르 또는 18.61헥타르를 포함한다. 이 경사는 부롤, 랑카안, 팔리파란, 살라와그, 삼팔로크, 산 아구스틴에 분산되어 있다. 경사가 10.1~18%인 지역은 살라와그, 살리트란, 부로엘 및 기타 지역의 약 575.72헥타르에 해당한다.
반면 경사가 완만한 지역 또는 경사가 완만한 지역은 710.4헥타르 또는 전체 토지 면적의 8.62 퍼센트에 불과한 반면 경사가 2.6~5%인 해제 지역은 사방과 산호세를 제외한 시 전체 면적의 4, 165.64헥타르에 해당하는 전체 토지 면적의 50.59%를 차지한다.

### 기후
다스마리냐스는 사바나 기후(쾨펜의 기후 구분: Aw)를 가지고 있으며 두 번의 계절, 즉 우기와 건기를 특징으로 한다. 우기는 매년 5월에서 12월까지이고 건기는 1월에서 4월까지이다.
| Dasmariñas, Cavite의 기후 | Dasmariñas, Cavite의 기후 | Dasmariñas, Cavite의 기후 | Dasmariñas, Cavite의 기후 | Dasmariñas, Cavite의 기후 | Dasmariñas, Cavite의 기후 | Dasmariñas, Cavite의 기후 | Dasmariñas, Cavite의 기후 | Dasmariñas, Cavite의 기후 | Dasmariñas, Cavite의 기후 | Dasmariñas, Cavite의 기후 | Dasmariñas, Cavite의 기후 | Dasmariñas, Cavite의 기후 | Dasmariñas, Cavite의 기후 |
| 월                        | 1월                       | 2월                       | 3월                       | 4월                       | 5월                       | 6월                       | 7월                       | 8월                       | 9월                       | 10월                      | 11월                      | 12월                      | 연간                      |
| ------------------------- | ------------------------- | ------------------------- | ------------------------- | ------------------------- | ------------------------- | ------------------------- | ------------------------- | ------------------------- | ------------------------- | ------------------------- | ------------------------- | ------------------------- | ------------------------- |
| 일평균 최고 기온 °C (°F)  | 29.4 (84.9)               | 30.4 (86.7)               | 31.9 (89.4)               | 33.4 (92.1)               | 33.2 (91.8)               | 31.6 (88.9)               | 30.5 (86.9)               | 30.0 (86.0)               | 30.2 (86.4)               | 30.5 (86.9)               | 30.2 (86.4)               | 29.3 (84.7)               | 30.9 (87.6)               |
| 일일 평균 기온 °C (°F)    | 25.4 (77.7)               | 25.9 (78.6)               | 27.0 (80.6)               | 28.5 (83.3)               | 28.7 (83.7)               | 27.7 (81.9)               | 27.0 (80.6)               | 26.7 (80.1)               | 26.8 (80.2)               | 26.8 (80.2)               | 26.5 (79.7)               | 25.6 (78.1)               | 26.9 (80.4)               |
| 일평균 최저 기온 °C (°F)  | 21.4 (70.5)               | 21.4 (70.5)               | 22.2 (72.0)               | 23.6 (74.5)               | 24.2 (75.6)               | 23.9 (75.0)               | 23.5 (74.3)               | 23.5 (74.3)               | 23.4 (74.1)               | 23.2 (73.8)               | 22.8 (73.0)               | 22.0 (71.6)               | 22.9 (73.3)               |
| 평균 강수량 mm (인치)     | 21 (0.8)                  | 9 (0.4)                   | 13 (0.5)                  | 23 (0.9)                  | 143 (5.6)                 | 254 (10.0)                | 370 (14.6)                | 408 (16.1)                | 317 (12.5)                | 191 (7.5)                 | 140 (5.5)                 | 81 (3.2)                  | 1,970 (77.6)              |
| 출처: Climate-data.org    |                           |                           |                           |                           |                           |                           |                           |                           |                           |                           |                           |                           |                           |

## 인구
| 연도                                    | 인구    | ±% p.a. |
| --------------------------------------- | ------- | ------- |
| 1903                                    | 3,028   | —       |
| 1918                                    | 3,875   | +1.66%  |
| 1939                                    | 8,323   | +3.71%  |
| 1948                                    | 9,012   | +0.89%  |
| 1960                                    | 11,744  | +2.23%  |
| 1970                                    | 17,948  | +4.33%  |
| 1975                                    | 22,805  | +4.92%  |
| 1980                                    | 51,894  | +17.87% |
| 1990                                    | 136,556 | +10.16% |
| 1995                                    | 262,406 | +13.02% |
| 2000                                    | 379,520 | +8.23%  |
| 2007                                    | 556,330 | +5.42%  |
| 2010                                    | 575,817 | +1.26%  |
| 2015                                    | 659,019 | +2.60%  |
| 2020                                    | 703,141 | +1.28%  |
| Source: Philippine Statistics Authority |         |         |

## 교통

### 도로 교통

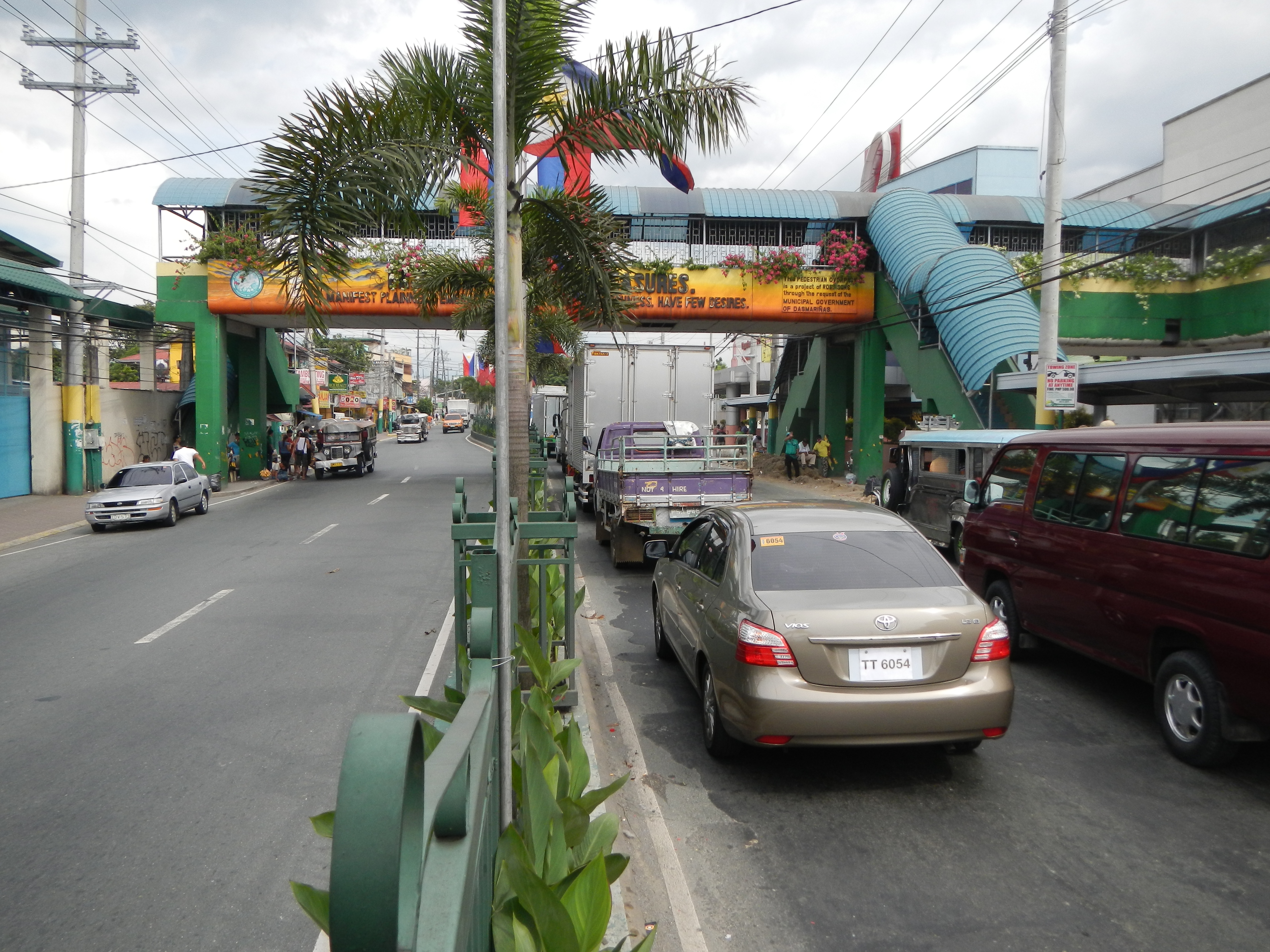
아기날도 하이웨이

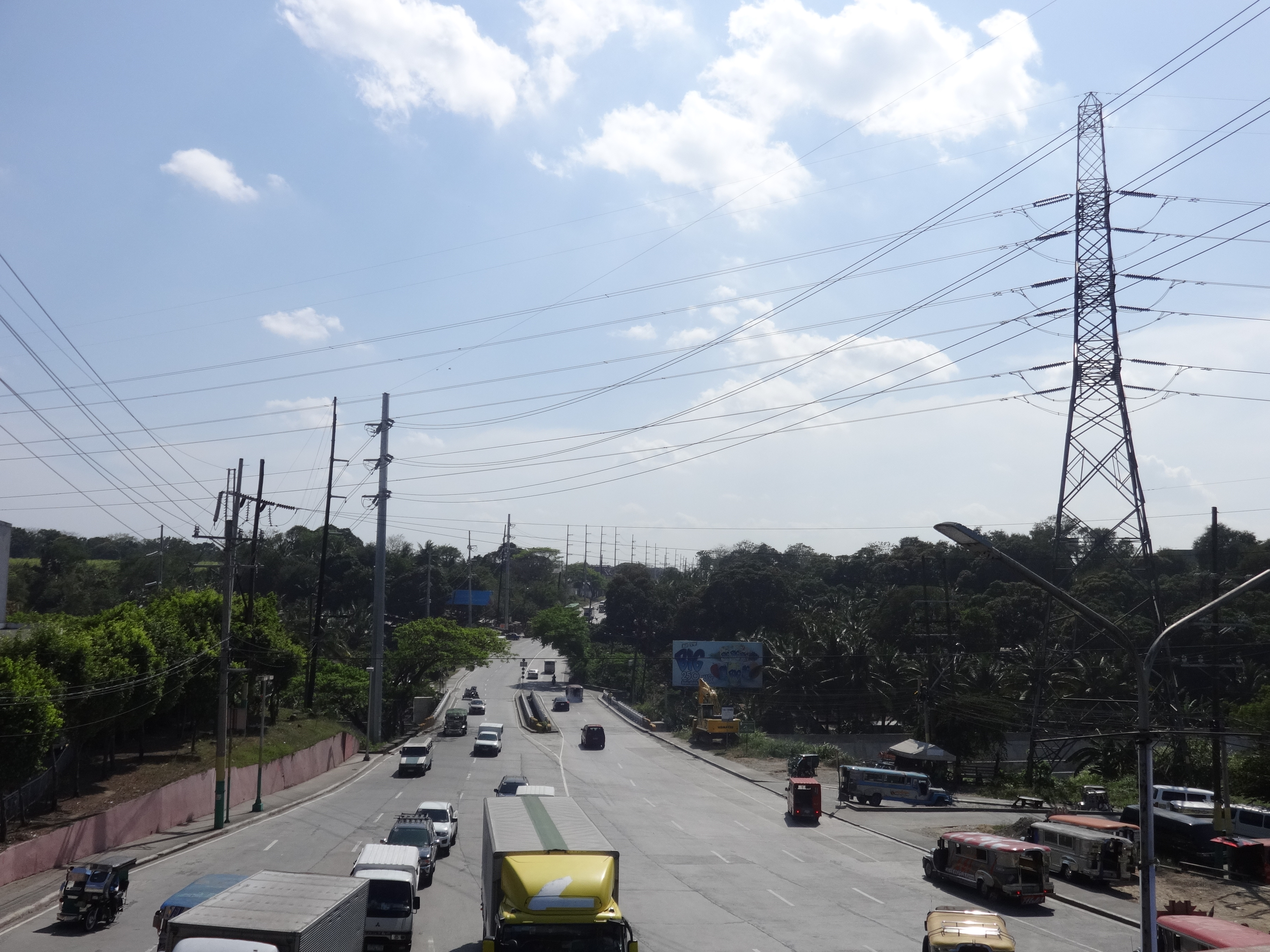
아기날도 하이웨이 교차점 서쪽의 가버너스 드라이브

다스마리냐스와 다른 도시 및 마을과 연결하는 여러 도로들이 있다. 건설중인 고속도로인 카비테-라구나 고속도로는 도시의 서쪽과 남쪽 경계를 통과하게 된다. 이 고속도로는 다스마리냐스를 지나는 첫 고속도로가 된다.
아기날도 하이웨이(Aguinaldo Highway, N419)와 가버너스 드라이브(Governor's Drive, N65)는 도시를 통과하는 주요 간선도로이다. 팔리파란 도로(Paliparan Road)와 살리트란 도로(Salitran Road)는 동쪽으로 교외 지역을 지난다. 다스마리냐스는 카를로스 트리니다드 애비뉴, 돈 플라시도 캄포스 애비뉴와 그외 다른 지역간 경계까지 다른 바랑가이와 연결되는 운행 등의 다른 주요 교통수단을 관리하고 있다. 주요 고속도로는 새로운 도로의 부족으로 인해 혼잡으로 유명하다.

### 대중교통
지프니(Jeepneys)는 필리핀의 다른 도시와 마을처럼 도시 주변에서 찾을 수 있다. 지프니 터미널은 중앙 비즈니스 지구의 SM 시티 다스마리냐스와 로빈슨스 플레이스 다스마리냐스에 위치하고 있다. 고정된 노선이 있으며, 경로 어느 곳에서든 탑승 및 이동이 가능하다. 지프니는 버스와 택시보다 저렴하다.
트라이시클(Tricycles)은 일반적으로 도시의 번화가에서 볼 수 있다. 트라이시클 터미널은 작은 거리의 교차로와 같이 도시 주변에 흩어져 있다.
택시는 SM 시티 다스마리냐스와 로빈슨스 플레이스 다스마리냐스에서 흔히 볼 수 있다. 택시는 루손 섬의 어느 곳으로든 갈 수 있다. 택시는 트라이시클보다 비싸다.
시내에는 많은 버스 노선이 있다. 이 버스 노선을 통해 메트로 마닐라, 바탕가스, 라구나 및 기타 주변 지역, 도시 및 마을로 이동할 수 있다.
마닐라 LRT 1호선을 니오그로 연장할 예정이다. 이 연장은 마닐라 LRT 6호선으로 알려진 별도의 도시 철도가 되며, 도시에는 3개의 역과 가버너스 드라이브에 종착역을 두게된다. 가장 가까운 운영 기차역은 알라방 PNR 역이다. 다앙하리 대로(Daang Hari Boulevard)를 경유하여 약 30분 거리에 있다.